# Hucbald
Hucbald z Saint-Amand, także Hucbaldus (ur. ok. 840 w diecezji Tournai we Flandrii, zm. 20 czerwca 930 w Abtei Saint-Amand) – flamandzki mnich, poeta, hagiograf, kompozytor i teoretyk muzyki. 
Skomponował kilka utworów liturgicznych, w tym sekwencję, zbiór tropów do Gloria, Oficjum do św. Piotra i dwa hymny. Znany jest jednak przede wszystkim jako autor traktatu Musica (nazwanego De harmonica institutione w wydaniu Martina Gerberta, 1784); omawia w nim praktyczne aspekty nauczania, w tym notacji chorału i organum. Odwołuje się do teorii muzycznych Boecjusza.
Hucbald stał się sławny przez teksty, których w istocie nie napisał: dawniej przypisywano mu autorstwo innych traktatów, takich jak Musica enchiriadis, Commemoratio brevis czy Alia musica – jednak żaden z nich nie jest już uznawany za Hucbaldowski.